# The IT Crowd
The IT Crowd est une sitcom britannique en 25 épisodes de 25 minutes créée par Graham Linehan et diffusée entre le 3 février 2006 et le 27 septembre 2013 sur Channel 4.
En France, le premier épisode a été diffusé au cours de la soirée Very British Comedy le 14 novembre 2007 sur Canal+. Diffusion intégrale du 6 septembre 2008 au 23 octobre 2011 sur TPS Star. Elle a été rediffusée en 2013 sur MCM, puis en Septembre 2017 sur Game One.

## Synopsis
La série met en scène les employés de l'IT Crowd (en français, « les gens du service informatique ») d'une grande entreprise londonienne. Leur bureau se situe au sous-sol du siège de Reynholm Industries, une entreprise fictive dont on ne connaît pas l'activité. Leur lieu de travail, sombre et désordonné, contraste avec l'aspect moderne et luxueux du reste de l'entreprise.
Moss et Roy, les deux principaux agents du service informatique, sont des caricatures de geeks voire de nerds. Bien que la compagnie ait besoin d'eux pour assurer la maintenance des ordinateurs, les autres employés les méprisent et vont parfois jusqu'à les esquiver. Il est vrai que les protagonistes passent leur temps à éviter de répondre au téléphone en espérant que ce dernier arrête de sonner. Ils utilisent également un répondeur pour poser automatiquement des questions aux employés faisant appel à eux (« Avez-vous essayé de redémarrer votre ordinateur ? », « Êtes-vous certain qu'il est bien branché ? », etc.).
Jen est affectée au poste de responsable de ce service. Elle est totalement incompétente en matière d'informatique mais son CV affirme le contraire. Reynholm, le PDG, encore plus ignorant qu'elle, l'embauche afin d'améliorer la communication entre le service informatique et le reste des employés. Malheureusement, le résultat est souvent contraire à ses attentes.
Richmond est un personnage secondaire qui apparaît au cours de la première saison. Ancien jeune battant converti à la culture gothique, il reste cloîtré dans la salle des serveurs, derrière une mystérieuse porte rouge.

## Distribution
- Katherine Parkinson (VF : Rafaèle Moutier) : Jen Barber
- Chris O'Dowd (VF : Olivier Cordina) : Roy Trenneman
- Richard Ayoade (VF : Antoine Schoumsky) : Maurice Moss
- Chris Morris (VF Constantin Pappas) : Denholm Reynholm
- Noel Fielding (VF : Roland Timsit) : Richmond Avenal
- Matt Berry : (VF Jérôme Berthoud) : Douglas Reynholm

## Personnages

### Personnages principaux
- Jen Barber : Dans le premier épisode, elle est nommée à la tête du département informatique alors qu’elle n’a aucune compétence en informatique. Elle passe du statut de chef de la section à celui de relations publiques grâce à son contact facile avec les autres employés. Elle utilise souvent le mensonge pour se sortir de situations délicates ou tout simplement pour se mettre en valeur.
- Roy Trenneman : Roy est un ingénieur informaticien fainéant qui s'organise au mieux pour avoir le moins de travail possible et éviter de se soumettre au rôle que lui imposent ses fonctions. Il aime les ordinateurs, les jeux vidéo, les comics, la malbouffe, les tee-shirts à références geek, mais il aime aussi les filles, qui le lui rendent très mal, malgré une socialisation avec les gens normaux plus poussée que celle de Moss. Lorsqu'il est énervé, déçu ou attristé, sa voix devient suraiguë.
- Maurice Moss : Maurice Moss, que tout le monde appelle Moss, est un trentenaire socialement inadapté vivant chez sa mère. Il a une apparence caricaturale de nerd, avec une chemise à manches courtes rentrée dans un pantalon trop court et des lunettes à grosses montures. Surdoué en sciences et en technologie, il est cependant incapable d’éteindre une petite flamme ou d'écraser une araignée.

### Personnages secondaires
- Deynholm Reynholm, le PDG de Reynholm Industries qu'il a lui-même créé : Ce grand moustachu est la caricature du cadre supérieur despote, enclin aux initiatives modernes mais ridicules telles que les toilettes mixtes, les séminaires anti-stress permettant prétendument d'accroître la productivité des employés. On apprend dans la deuxième saison qu'il est mêlé à des malversations.
- Richmond Avenal, le gothique : Il n’apparaît qu’après le quatrième épisode et on ne sait pas vraiment quelle est sa fonction. Une passion soudaine pour le groupe de metal Cradle of Filth l’a fait passer du statut de chouchou du PDG à surveillant de boutons lumineux dont il ignore complètement la fonction derrière la porte rouge, dans la salle des serveurs de la société.
- Douglas Reynholm, le fils du PDG : Il apparaît lors de la deuxième saison après le suicide de son père, à la suite d'une affaire de malversation. Il s'était exilé d'Angleterre pendant sept ans. Il parle avec de grands gestes et une voix forte. Réputé pour harceler sexuellement ses employées, il prétend que sa femme est morte dans un incendie. Il tente de flirter avec Jen, sans y parvenir. Matt Berry n'a que onze ans de moins que l'acteur jouant son père. Il est crédité au générique du début à partir de la saison 3.

## Épisodes

### Première saison (2006)
1. Yesterday's Jam (Les chaussettes d'hier)
2. Calamity Jen (Calamity jen !)
3. Fifty-Fifty (50-50)
4. The Red Door (La Porte rouge)
5. The Haunting Of Bill Crouse (Jen est morte)
6. Aunt Irma Visits (Tante Irma est arrivée)

### Deuxième saison (2007)
1. Work Outing (La Soirée gay)
2. Return of the Golden Child (Le patron saute)
3. Moss and the German (Cuisine à l'allemande)
4. The Dinner Party (Le Dîner de Jen)
5. Smoke and Mirrors (Écran de fumée)
6. Men Without Women (La Potion magique)

### Troisième saison (2008)
1. From Hell (Le maçon)
2. Are We Not Men? (Ne sommes-nous pas des hommes ?)
3. Tramps Like Us (Ceinture de chasteté)
4. The Speech (Le Discours)
5. Friendface (Friendface)
6. Calendar Geeks (Le Calendrier des geeks)

### Quatrième saison (2010)
1. Jen the Fredo (Jen et les féministes)
2. The Final Countdown (Finale sanglante)
3. Something Happened (La Spaciologie)
4. Italian for Beginners (Traduction très spéciale)
5. Bad Boys (Les taulards)
6. Reynholm vs Reynholm (Douglas devant les tribunaux)

### Spécial (2013)
Le créateur de la série Graham Linehan a annoncé qu'il n'y aurait pas de saison 5 mais un épisode final a été diffusé le 27 septembre 2013,.
1. The Internet Is Coming (L'ultime épisode)

Remarque : certains sites indiquent que l'épisode final s'appelle plutôt The Last Byte. Les recherches sur Google sont plus fructueuses avec ce nom-ci.